# Mosh (Lied)
Mosh (abgeleitet von dem Begriff „Moshpit“) ist ein Lied des US-amerikanischen Rappers Eminem. Das Stück ist auf Eminems fünftem Studioalbum Encore enthalten und wurde am 26. Oktober 2004 als zweite Single ausgekoppelt. Es stellt einen Protestsong gegen den damaligen US-amerikanischen Präsident George W. Bush dar.

## Inhalt
Das Lied kann dem Genre Conscious Rap zugeordnet werden, da viele Textpassagen politisch und sozialkritisch sind. 
Am Anfang sind Kinderstimmen zu hören, die das Treuegelöbnis Pledge of Allegiance aufsagen. Nun beginnt Eminem zu rappen und sagt, es sei an der Zeit, seine Meinung zu äußern und den Einfluss, den er durch seine Berühmtheit habe, zu nutzen, um den Blinden zum Sehen zu verhelfen. Er habe den Weg an die Spitze geschafft, trotz einiger Steine, die ihm in den Weg gelegt wurden. Nebenbei habe er auch die Vaterrolle für seine Tochter Hailie ausgefüllt. Im Refrain ruft Eminem alle Hörer dazu auf, mit ihm zu kommen und sich durch die Dunkelheit führen zu lassen, um zu kämpfen und anzuklagen. Der zweite Vers handelt davon, dass alle zusammenhalten sollen, egal welche Hautfarbe man habe. Man solle gemeinsam kämpfen und gegen Bush demonstrieren, damit dieser die Soldaten aus dem Irak und Afghanistan wieder nach Hause hole. Im dritten Vers vergleicht Eminem George W. Bush mit Osama bin Laden. Man solle Bush selbst mit einer AK-47 in den Krieg schicken, damit dieser seinen Vater beeindrucken könne. Es dürfe kein Blut mehr für Öl vergossen werden, da es genug Probleme im eigenen Land gebe, um die man sich kümmern müsse. Man sei den USA gegenüber auch loyal, wenn man sich nicht für den Krieg verpflichten lasse. Wenn Eminem erschossen werden würde, dann, weil er zum Protest gegen den Präsidenten aufgerufen habe. Im Outro des Songs vergleicht der Rapper George W. Bush mit einer Massenvernichtungswaffe und ruft erneut zum Kampf für eine bessere Zukunft auf.
Auf dem Vorgänger-Album The Eminem Show befindet sich mit White America ein thematisch ähnlicher Song.

## Produktion
Der Beat des Liedes wurde von Eminems Entdecker und Produzent Dr. Dre in Zusammenarbeit mit Mark Batson produziert. Dabei wurden keine Samples von anderen Songs verwendet.

## Musikvideo
Bei dem zu Mosh gedrehten Video, das komplett animiert ist, führte Ian Inaba Regie.
Es beginnt in einem Klassenraum, in dem Eminem als Lehrer zu den Schülern spricht und dabei verschiedene Zeitungsartikel über George W. Bush und den Irakkrieg zeigt. Anschließend sind Artikel, die Eminems Position gegen George W. Bush ausdrücken, zu sehen. Nun wird eine animierte Figur des Rappers Lloyd Banks gezeigt, der von Polizisten auf der Straße verprügelt wird. Er geht nach Hause und sieht dort im Fernsehen einen Bericht über den Ku-Klux-Klan, woraufhin er wieder auf die Straße geht und sich Eminem anschließt, der dort bereits rappt und protestiert. Außerdem wird Eminem bei einem Auftritt im Irak vor US-Soldaten gezeigt. Einer dieser Soldaten kommt bald darauf zu seiner Familie nach Hause, doch erhält er dort einen Brief, der ihn wieder in den Irak zurückschickt. Als Reaktion schließen auch er und seine Frau sich Eminem und der Protestbewegung auf der Straße an. Die Protestbewegung erreicht einen großen Platz vor dem Kapitol, auf dem sie der Polizei gegenübersteht. Am Ende des Videos stürmen die Demonstranten das Gebäude, um wählen zu gehen.
Nachdem Präsident Bush die Präsidentschaftswahl in den Vereinigten Staaten 2004 am 2. November gewann, wurde das Ende des Videos geändert: Die Bürger stürmen nun das Kapitol, während Bush seine Ansprache zur Lage der Nation hält. Dabei bekommt der damalige Vize-Präsident Dick Cheney einen Herzinfarkt.

## Single
Mosh wurde lediglich zu Promotionszwecken sowie zum Protest gegen George W. Bush als Single veröffentlicht und gelangte demzufolge nicht zum Verkauf in den freien Handel.